# Kaihō Yūshō

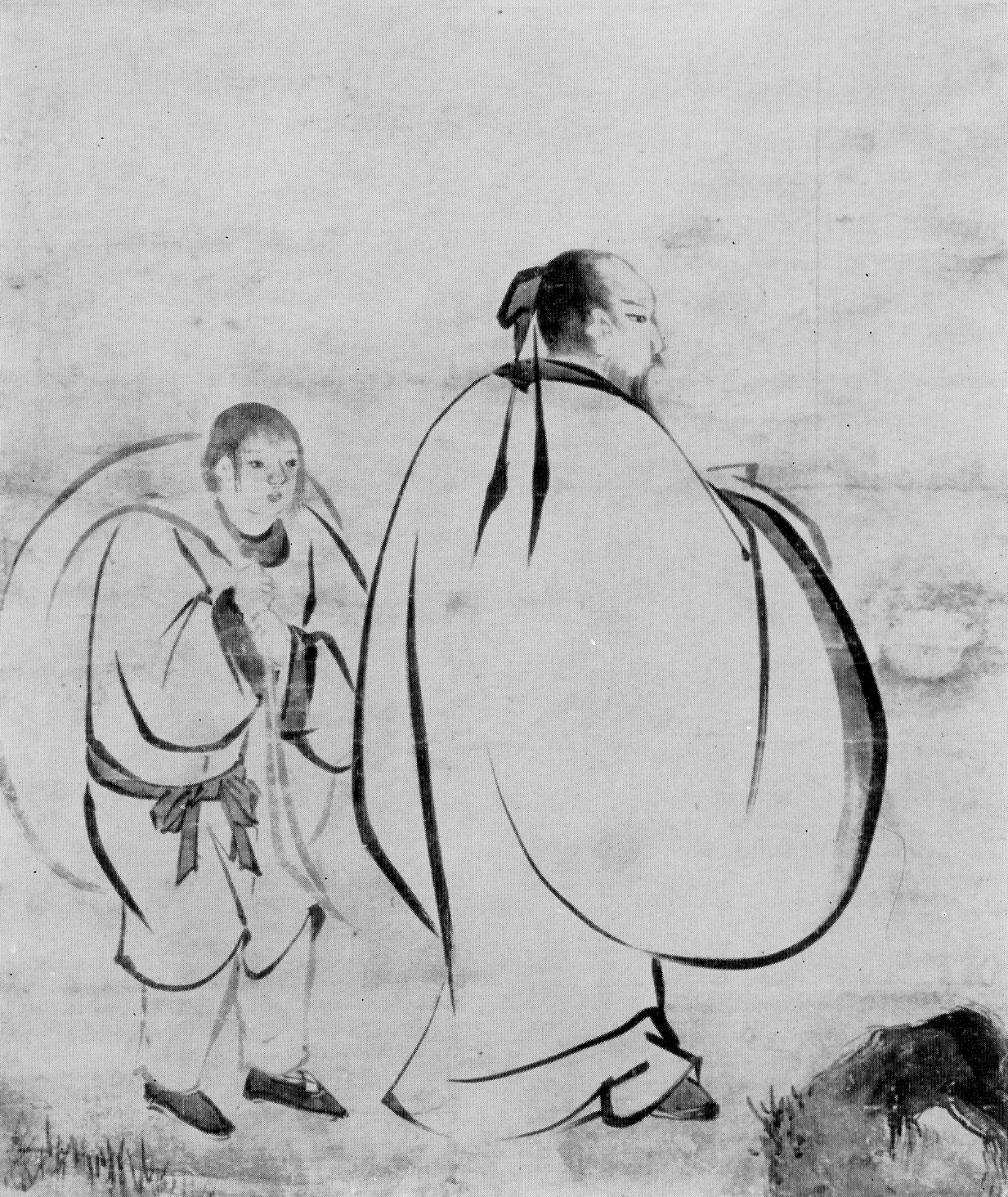
Einer der sieben Weisen mit Begleiter

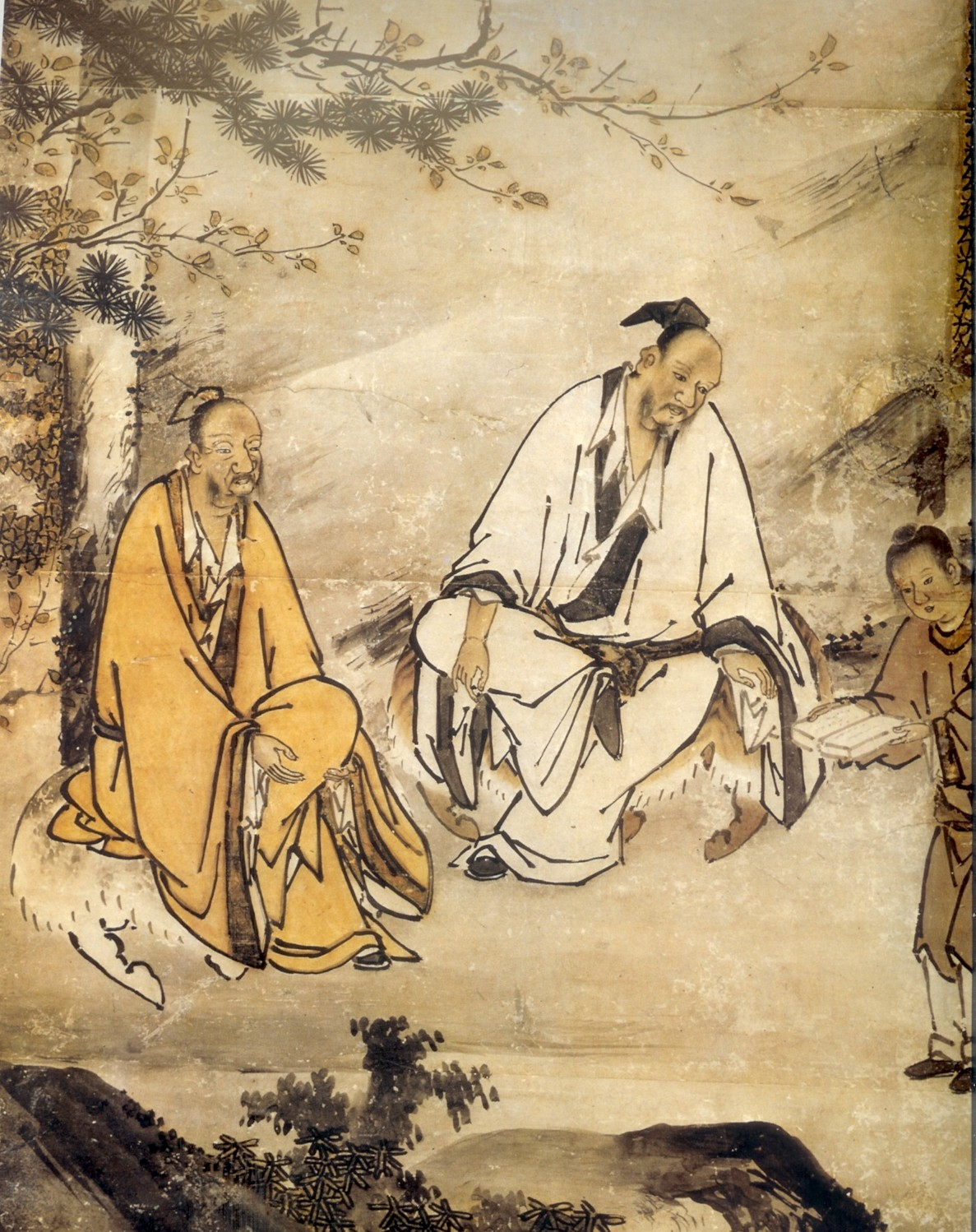
Aus den „Vier Künsten“

Kaihō Yūshō (japanisch 海北 友松; 1533–1615, eigentlicher Name Shōeki (昭益)) war ein japanischer Maler der Momoyama-Zeit, gleich bedeutend wie Kanō Eitoku und Hasegawa Tōhaku.

## Leben und Wirken
Yūshō war der fünfte Sohn von Kaihō Zen’emon-no-jō, einem bedeutenden Samurai des Azai-Klans, welcher große Teile der Provinz Ōmi beherrschte. Als Jugendlicher wurde er dem bedeutenden Tempel in Kyōto, dem Tōfuku-ji, für eine religiöse Ausbildung übergeben. Als aber 1573 der Asai-Klan in den Kämpfen der Sengoku-Zeit ausgelöscht wurde, kehrte er in das zivile Leben zurück, um das Ansehen der Kaihō-Familie zu verteidigen. Er fühlte sich Zeit seines Lebens als Krieger, auch als er später als Maler arbeitete. Er soll unter Kanō Motonobu studiert haben, einem der führenden Maler der Kanō-Schule; zumindest weist sein Stil in diese Richtung. Im Alter von 41 kam er in die Dienste des Abts des Tōfuku-ji und verkehrte nun auch mit anderen führenden Zen-Priestern der Stadt.
Zu Yūshōs frühesten  gesicherten Arbeiten gehören 1599 die Werke im Kennin-ji, einem der bedeutenden Zen-Tempel in Kyōto. Er war zu dem Zeitpunkt über 60 und hatte seinen Stil gefunden. Menschliche Figuren skizzierte er sparsam mit ausholenden Strichen, eine Malweise, die an Liang Kai erinnert, einen Maler aus der Südlichen Song-Zeit. Dabei entstanden „Beutel-Personen“ (袋人物, fukuro-jimbutsu), wie zum Beispiel die „Sieben Weisen im Bambushain“ (竹林七賢図, Chikurin shichiken-zu; 16 Hängerollen) als Ausschmückung eines Vorraumes zu einem Altar. Weitere Ausschmückungen im Kennin-ji sind
- „Blumen und Vögel“ (花鳥図, Kachō-zu; 8 Hängerollen)
- „Drache in Wolken“ (雲竜図, Unryū-zu; 8 Hängerollen)
- „Vier Künste (Koto, Go, Kalligraphie und Malen)“ (琴棋書画図, Kin-ki-sho-ga-zu; 10 Hängerollen)
- „Landschaften“ (山水図, Sansui-zu; 8 Hängerollen)

Alle Werke aus dem Räumen des Kennin-ji sind dem Nationalmuseum Kyōto zur Aufbewahrung übergeben worden.
Das Gemälde „Kiefern, Bambus und Pflaumen“ (松竹梅図, Shō-chiku-bai-zu) befindet sich im Zenkyō-an, einem Untertempel des Kennin-ji.
Yūshō malte auch stark farbig auf goldenem Untergrund, so die drei Stellschirm-Paare „Blumen und Gräser“ (花卉図, Kaki-zu), die „Vier Künste“, das Stellschirm-Paar „Die drei Sauren – Kanzan und Jittoku“ (三酸・寒山拾得図, Sanzan - Kanzan Jittoku zu), alle im Besitz des Myōshin-ji. – In seinen letzten Jahren nach 1610 scheint sich Yūshō hauptsächlich mit Tuschmalerei beschäftigt zu haben, die auf Stellschirme geklebt wurden.
Das MOA-Kunstmuseum besitzt neben dem Stellschirm-Paar „Landschaft“ ein weiteres mit dem Titel „Landschaft in den vier Jahreszeiten“ (四季山水, Shiki sansui), das aus jeweils 8 Paneelen besteht.

## Bilder

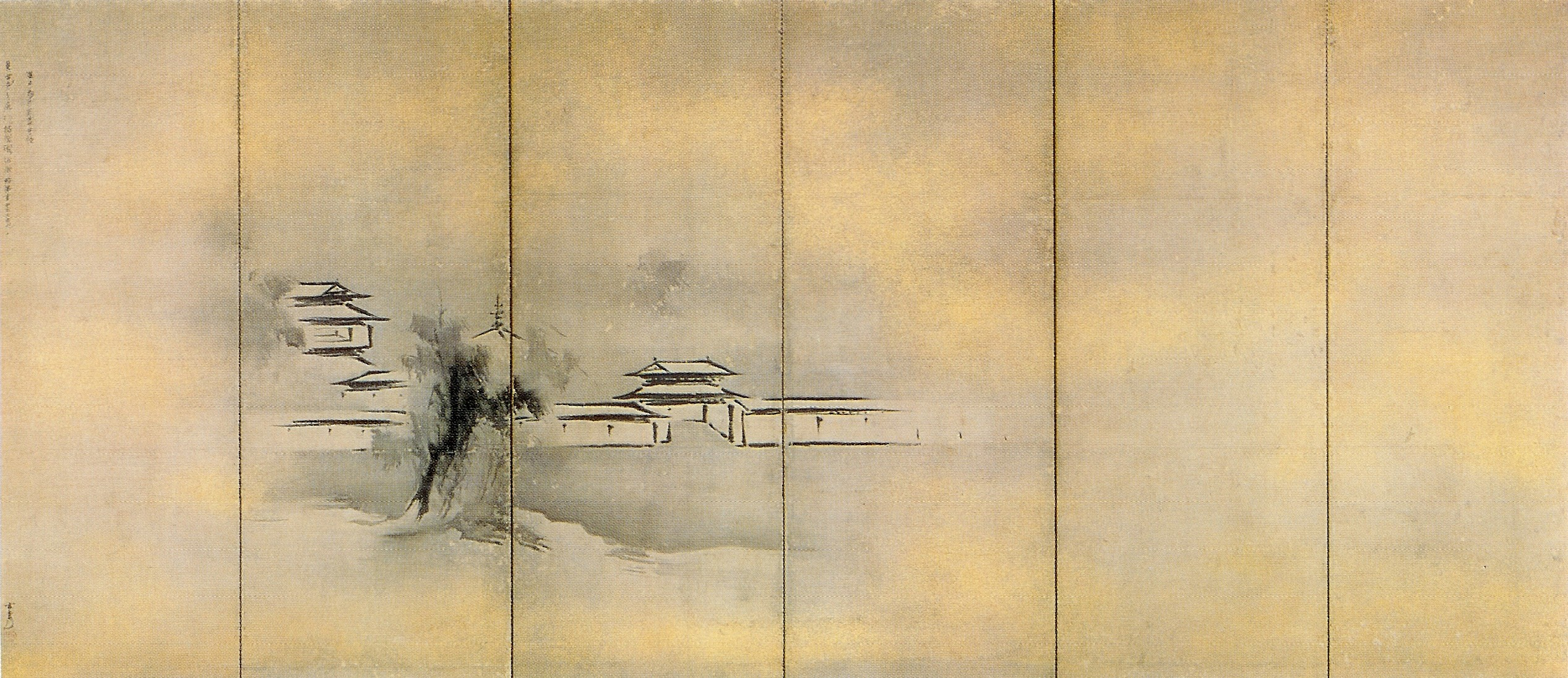
Landschaft mit Pavillons. Linker Stellschirm
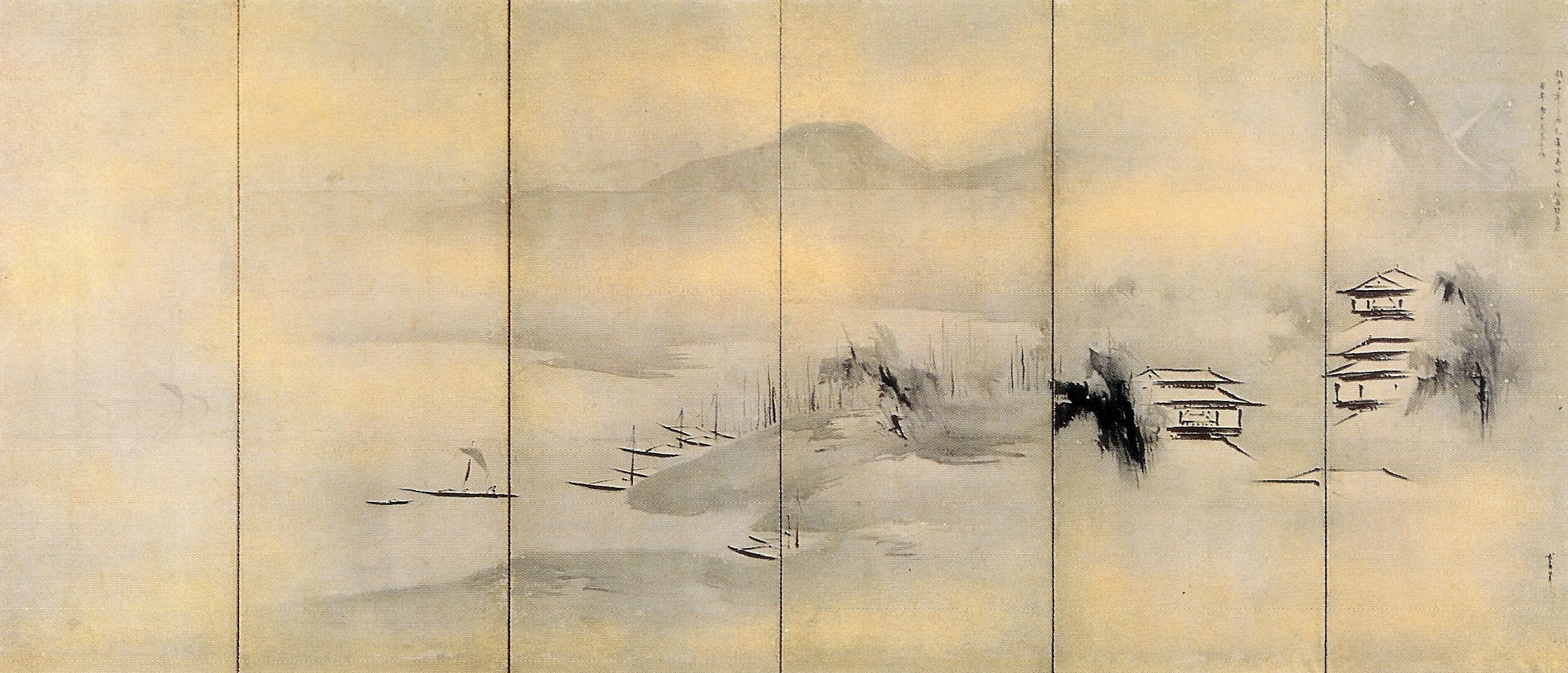
Landschaft mit Pavillons. Rechter Stellschirm[A 2]
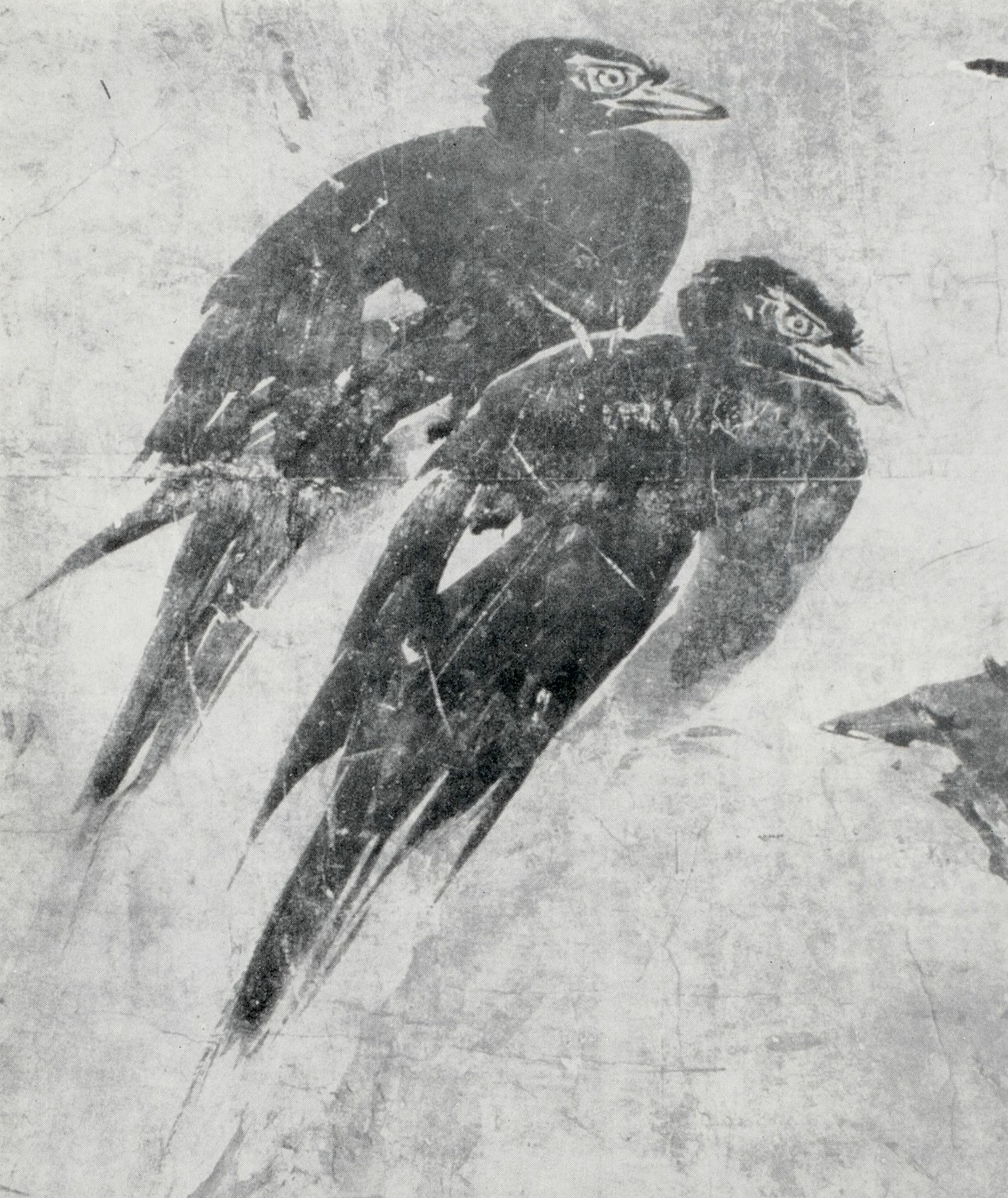
Schiebetür im Zenkyō-an, Detail
„Blumen und Gräser“

## Weblink
| Personendaten    | Personendaten                                                                                             |
| ---------------- | --- |
| NAME             | Kaihō Yūshō                                                                                               |
| ALTERNATIVNAMEN  | 海北友松 (japanisch, Künstlername); 海北昭益 (japanisch, wirklicher Name); Kaihō Shōeki (wirklicher Name) |
| KURZBESCHREIBUNG | japanischer Maler                                                                                         |
| GEBURTSDATUM     | 1533 |
| STERBEDATUM      | 1615 |